# Гергенрёдер, Владимир Филиппович
Владимир Филиппович Гергенрёдер (1894, Бессоновка — 1949, Красноярск) — советский шахматист I категории, инженер-технолог.

## Биография
С 1919 г. жил в Бежице Орловской губернии. Не участвовал в Гражданской войне из-за язвы желудка. Позже учился в Харьковском технологическом институте. Играл в шахматы на деньги и жил на выигранное.

Участник «Турнира городов», проведённого в рамках 4-го чемпионата СССР (Ленинград, 1925 г.).
«Из <…> участников следует отметить Гергенредера, прекрасно игравшего и неизменно хладнокровного» (А. Б. Поляк)
Победитель чемпионата Центрально-Чернозёмного района (Воронеж, 1926 г.).
Участник чемпионата ВЦСПС 1936 г.
С 1941 г. после эвакуации вместе с заводом «Красный Профинтерн» жил в Красноярске. В послевоенные годы работал на заводе «Сибтяжмаш». Возглавлял шахматный отдел в газете «Красноярский рабочий».
Чемпион Красноярского края 1944, 1945, 1946 и 1947 гг. (в 1944 г. занял 2-е место после выступавшего вне конкурса В. А. Васильева).
Успешно выступал в заочных соревнованиях.
Победитель 1-го турнира журнала «Шахматный листок» (1923 г.). Позже победил ещё в нескольких аналогичных соревнованиях.
Участник 2-го турнира мастеров и I категории (1937—1938 гг.).
Участник незаконченного чемпионата СССР (1940—1941 гг.).
Скончался после тяжёлой и продолжительной болезни. После смерти Гергенрёдера журнал «Шахматы в СССР» опубликовал большой некролог, в котором, помимо биографической информации, содержалась партия, выигранная им у А. Вайта в матче Орёл — Бежица в 1924 г., с примечаниями мастера Е. А. Загорянского.

## Семья
Младший брат — Алексей Филиппович Гергенрёдер (1902—1980), прозаик, публицист, педагог, участник Великого Сибирского Ледяного похода.
Племянник — Игорь Алексеевич Гергенрёдер (1952—2022), поэт, прозаик, журналист.

## Основные спортивные результаты
| Год                       | Город                                 | Соревнование                             | + | − | = | Результат | Место |
| ------------------------- | ------------------------------------- | ---------------------------------------- | - | - | - | --------- | ----- |
| 1925                      | Ленинград                             | «Турнир городов» (группа IV)             | 8 | 1 | 0 | 8 из 9    | 1     |
|                           |                                       | (1-я группа победителей)                 | 3 | 2 | 2 | 4 из 7    | 4     |
| 1926                      | Воронеж                               | Чемпионат Центрально-Чернозёмного района | 7 | 1 | 2 | 8 из 10   | 1     |
| 1936                      | Москва                                | Чемпионат ВЦСПС                          |   |   |   | 4½ из 18  | 18    |
| 1944                      | Красноярск                            | Чемпионат Красноярского края             |   |   |   |           | 2     |
| 1945                      | Красноярск                            | Чемпионат Красноярского края             |   |   |   |           | 1     |
| 1946                      | Красноярск                            | Чемпионат Красноярского края             |   |   |   |           | 1     |
| 1947                      | Красноярск                            | Чемпионат Красноярского края             |   |   |   |           | 1     |
| СОРЕВНОВАНИЯ ПО ПЕРЕПИСКЕ |                                       |                                          |   |   |   |           |       |
| 1923                      | 1-й турнир журнала «Шахматный листок» | 1-й турнир журнала «Шахматный листок»    |   |   |   |           | 1     |
| 1937—1938                 | 2-й турнир мастеров и I категории     | 2-й турнир мастеров и I категории        | 2 | 7 | 3 | 3½ из 12  | 12    |
| 1940—1941                 | Чемпионат СССР                        | Чемпионат СССР                           |   |   |   | [ 19 ]    |       |